# 乌马河区
乌马河区是黑龙江省伊春市过去存在的一个区。
2019年7月伊春市行政区划调整，原乌马河区辖境并入新成立的乌翠区和伊美区。

## 行政区划
乌马河区下辖12个类似乡级单位：
翠峦镇和乌马河镇
2016年前还辖有一个街道（乌马河街道），伊政函【2016】87号文件撤销乌马河街道，下辖地区由乌马河区直辖。

## 交通
- 222国道过境。